# Damien Johnson
Damien Johnson (né le 18 novembre 1978 à Lisburn en Irlande du Nord) est un footballeur international nord-irlandais (55 sélections) qui joue au poste de milieu de terrain.

## Clubs
- Blackburn Rovers (1997-mars 2002)
  - Nottingham Forest (jan. 1998-fév. 1998) (prêt)
- Birmingham City (mars 2002-fév. 2010)
- Plymouth (depuis fév. 2010)
  - Huddersfield Town (2010-2011) (prêt)